# Hesperophanes
Genre
Hesperophanes est un genre de coléoptères de la famille des Cerambycidae.

## Espèce rencontrée en Europe
En Europe, ce genre ne comprend qu'une seule espèce :
- Hesperophanes sericeus (Fabricius 1787)

## Liste d'espèces
Selon Catalogue of Life (26 août 2014) :
- Hesperophanes andresi
- Hesperophanes erosus
- Hesperophanes heydeni
- Hesperophanes pilosus
- Hesperophanes pubescens
- Hesperophanes sericeus
- Hesperophanes zerbibi

Selon ITIS (26 août 2014) :
- Hesperophanes pubescens (Haldeman, 1847)